# Amelscheid
Amelscheid est un hameau de la commune belge de Saint-Vith (en allemand : Sankt Vith) située en Communauté germanophone et en Région wallonne dans la province de Liège.
Avant la fusion des communes de 1977, Amelscheid faisait partie de la commune de Schoenberg.
Le 31 décembre 2015, le hameau comptait 120 habitants.

## Situation et description
Amelscheid est un hameau-rue implanté sur une colline couverte de prairies et épousant le versant sud de l'Our entre le village de Schoenberg situé au nord dans cette vallée et la frontière belgo-allemande tracée au sud. Deux petits affluents de l'Our coulent aux pieds est et ouest de cette colline qui culmine à 540 m d'altitude.
Le hameau se situe à 13,5 km à l'est de la ville de Saint-Vith.

## Patrimoine
Aucun bâtiment religieux n'est recensé dans le hameau. Toutefois, on dénombre 11 petites croix de pierre typiques de la région éparpillées dans toute la localité.